# Seznam českých minerálních pramenů
Následující seznam obsahuje minerální prameny (ve významu normy ČSN 86 8000 O minerálních vodách) na území České republiky. Protože mohou být komerčně distribuované minerální vody vyrobeny ze směsi různých pramenů, případně stejný název může označovat odlišnou vodu a pramen, jsou minerální vody uvedeny samostatně v tomto seznamu.
| Název              | Původ                | Miner. | Typ                           | CO2  | Mg    | Ca    | Na    | K    | HCO3− | SO42− | Význ. složky       | Poznámka                                                             |
| ------------------ | -------------------- | ------ | ----------------------------- | ---- | ----- | ----- | ----- | ---- | ----- | ----- | ------------------ | -------------------------------------------------------------------- |
| Ambrožův pramen    | Mariánské Lázně      | 630    | HCO3-SO4-Na-Ca-Mg             | 2420 | 21    | 46    | 57    |      | 333   | 81    | Fe                 | Fe 22 mg/l. Celkem tři prameny blízkého chemismu.                    |
| BJ 6 Bílina        | Bílina               | 7276   | HCO3 - Na                     | 2410 | 41,8  | 139   | 1720  | 82   | 4370  | 626   | H2SiO3             | Stáčena do lahví jako Bílinská kyselka.                              |
| Domašovská kyselka | Domašov nad Bystřicí | 1300   | HCO3 - Ca                     | 2500 | 33    | 245   | 24,5  | 1,9  | 1005  | 16,7  | -                  | Pramen stáčen jako Salacia, v současnosti nedostupná.                |
| Evženie            | Klášterec nad Ohří   | 4197   | HCO3 - Na                     | 1805 | 65,0  | 89,2  | 843,3 | 82,2 | 2882  | 12,7  | Li, Fe, F, H2SiO3  | Li 3 mg/l, F 2,8 mg/l, H2SiO3 92,3 mg/l                              |
| Excelsior          | Mariánské Lázně      | 10 000 | SO4 - HCO3 - Na               |      |       |       |       |      |       |       | Li                 | Také známý jako Ferdinand VI.                                        |
| Ferdinandův pramen | Mariánské Lázně      | 10 810 | SO4-HCO3-Na                   | 2510 | 141   | 200   | 2870  |      | 3050  | 3173  | Li                 | Li 4,6 mg/l                                                          |
| Ida I              | Lázně Běloves        | 870    | HCO3 - SO4 - Ca - Na - Mg     | 2345 | 23,4  | 86,4  | 98,5  | 12,6 | 527   | 102,2 | As                 | V současnosti není stáčena, dostupná v místě.                        |
| Nová Marie         | Mariánské Lázně      | 273    | HCO3 - Cl - SO4 - Ca - Mg- Na | 2470 | 13,5  | 27,6  | 20,3  | 3,12 | 104,6 | 46    | Mn, H2SiO3         | Vrt BJ-6 "Nová Marie", býv. pramen Hamelika. Stáčena jako Excelsior. |
| Karolinin pramen   | Mariánské Lázně      | 1690   | HCO3-Mg-Na                    | 2600 | 110   | 83    | 182   |      | 877   | 197   |                    | Nejchutnější z Mariánských pramenů.                                  |
| Klášterecký pramen | Klášterec nad Ohří   | 2363   | HCO3-Na                       | 2363 | 38,3  | 57,3  | 463,9 | 52,5 | 1574  | 59,9  | Li, F, H2SiO3      | Li 1,55 mg/l, F 2,68 mg/l, H2SiO3 68,0 g/l                           |
| Křížový pramen     | Mariánské Lázně      | 9600   | SO4-HCO3-Na                   | 2896 | 92    | 148   | 2590  |      | 2770  | 2945  |                    | [ 1 ] [ 2 ]                                                          |
| Lesní pramen       | Mariánské Lázně      | 3620   | HCO3-SO4-Na                   | 2631 | 105   | 105   | 710   |      | 1 724 | 623   |                    | Dříve zván Větrový.                                                  |
| Městský pramen     | Klášterec nad Ohří   | 3419   | HCO3-Na                       | 3039 | 50,2  | 63,8  | 705   | 70,3 | 2386  | 22,5  | Li, Fe, F, H2SiO3  | Li 2,45 mg/l, F 2,87 mg/l, Fe 3,54 g/l, H2SiO3 82,4 g/l              |
| Nová Vincentka     | Luhačovice           | 9525   | HCO3 - Cl - Na                | 2723 | 16    | 258   | 2447  | 134  | 4853  | 1,2   | HBO2, Li, Ba, I, F | Stáčena do lahví jako Vincentka.                                     |
| Rudolfův pramen    | Mariánské Lázně      | 2293   | HCO3-Ca-Mg                    | 1754 | 125,8 | 252,7 | 98    | 11,2 | 1564  | 79,8  | Fe, H2SiO3         | Vrt BJ 37. Dříve zvaný Luční nebo Rudolfka.                          |